# Arthur Auwers
Arthur Julius Georg Friedrich von Auwers (ur. 12 września 1838 w Getyndze, zm. 24 stycznia 1915 w Berlinie) – niemiecki astronom, który zyskał sławę dzięki stworzeniu katalogu gwiazd.

## Życiorys
Po studiach na Uniwersytecie w Getyndze, doktorat uzyskał w 1862 podjął pracę na Uniwersytecie w Królewcu. Prowadził badania astrometryczne przy użyciu heliometru. W latach 1866–1915 był sekretarzem Pruskiej Akademii Nauk. Brał udział w ekspedycjach do Patagonii, których celem były obserwacje przejścia Wenus na tle tarczy Słońca prowadzone z Przylądka Dobrej Nadziei. Planował zunifikować wydane do tej pory mapy obiektów astronomicznych tworząc ich katalogi. 
Badając paralaksy Słońca i gwiazd dokonał uproszczenia obserwacji i pomiarów Jamesa Bradleya. Znany jest również z obserwacji gwiazd podwójnych, a w szczególności z dokładnego obliczenia orbit gwiazd towarzyszących Syriuszowi i Procjonowi.

## Odznaczenia i nagrody
- Złoty Medal Królewskiego Towarzystwa Astronomicznego (1888)
- Medal Jamesa Craiga Watsona (1891)
- Bruce Medal (1899)
- Pour le Mérite za Naukę i Sztukę (1892)[2]

Krater Auwers na Księżycu został nazwany jego imieniem.